# Distorsio kurzi
Distorsio kurzi is een slakkensoort uit de familie van de Personidae. De wetenschappelijke naam van de soort is voor het eerst geldig gepubliceerd in 1980 door Petuch & Harasewych.